# ヒ素の生化学

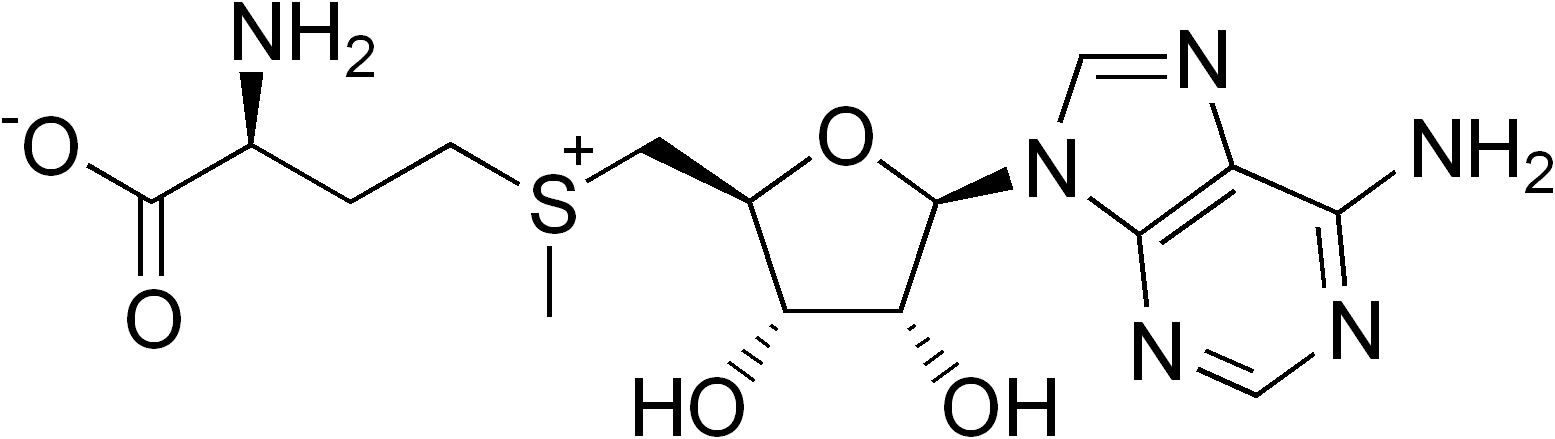
S-アデノシルメチオニンは、多くの生物由来ヒ素化合物へメチル基を供給する。

ヒ素の生化学では、ヒ素やヒ素化合物（ヒ酸塩など）を利用する生化学的過程について記述する。
ほとんどの生物にとって多くのヒ素化合物は極めて毒性が高いと考えられている。その一方で、幅広い種類の有機ヒ素化合物が生物学的に合成され、さまざまな有機・無機ヒ素化合物が多くの生物によって代謝されている。このパターンは、セレンなどの、有益な効果と有害な効果の双方を示す他の関連元素についてもみられる一般的なものである。いくつかの帯水層からは多くの有毒なヒ素化合物が検出されており、生化学的過程を通じて何百万もの人々に影響を与えている可能性がある。そのため、ヒ素の生化学はトピックの1つとなっている。

## ヒ素源

### 天然の有機ヒ素化合物

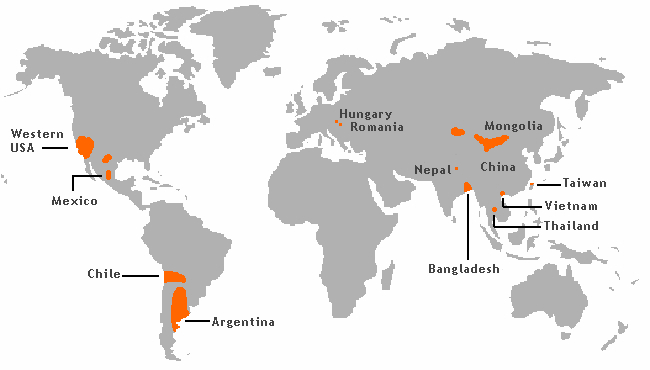
地下水に天然に存在するヒ素による中毒は世界的に問題となっている。

ヒ素は安定同位体を持つ天然に存在する元素であるため、地球上の生物は低濃度のヒ素に曝されており、これをバックグランドレベルのヒ素と言うことがある。生体が通常の環境で曝されているバックグランドレベルよりも低い濃度であれば、もしかしたらヒ素も有益な微量元素の1つである可能性があり、その証拠について検討されている。生体内に入ったヒ素は、しばしば有機ヒ素化合物へと代謝されることが知られている。地球上で比較的多く見られる有機ヒ素化合物は、アルセノベタインとアルセノコリン (arsenocholine)であり、両方とも多くの海生生物に見つかる。他に、いくつかのヒ素含有ヌクレオシド（糖誘導体）も知られている。有機ヒ素化合物のうちのいくつかは、メチル化の過程によって生じる。例えば、 Scopulariopsis brevicaulis というカビは無機ヒ素存在下でトリメチルアルシンを産生する。アルセノベタインは、魚や海藻などのいくつかの海産物中に見つかり、キノコにも多量存在する。クリーンな環境下で食用キノコ Cyanoboletus pulverulentus が蓄積するヒ素の量は、乾燥重量で 1,300 mg/kg に達し、カコジル酸が主要なヒ素化合物である。ツチダンゴやその近縁種では、trimethylarsine oxide と methylarsonous acid というきわめて稀な有機ヒ素化合物が見つかる。平均的なヒトのヒ素摂取量は 10–50 µg/日 である。魚やキノコを摂取した後には 1000 µg 程度の値になることも珍しくないが、これらのヒ素化合物はほとんど無害であるため、魚を食べることの危険性はほとんどない。

自然界に存在する代表的な有機ヒ素化合物
アルセノベタインは、自然界で最も一般的に存在するヒ素化合物の1つである。-CO2H が -CH2OH に置換されたアルセノコリン (arsenocholine) もまた一般的である。
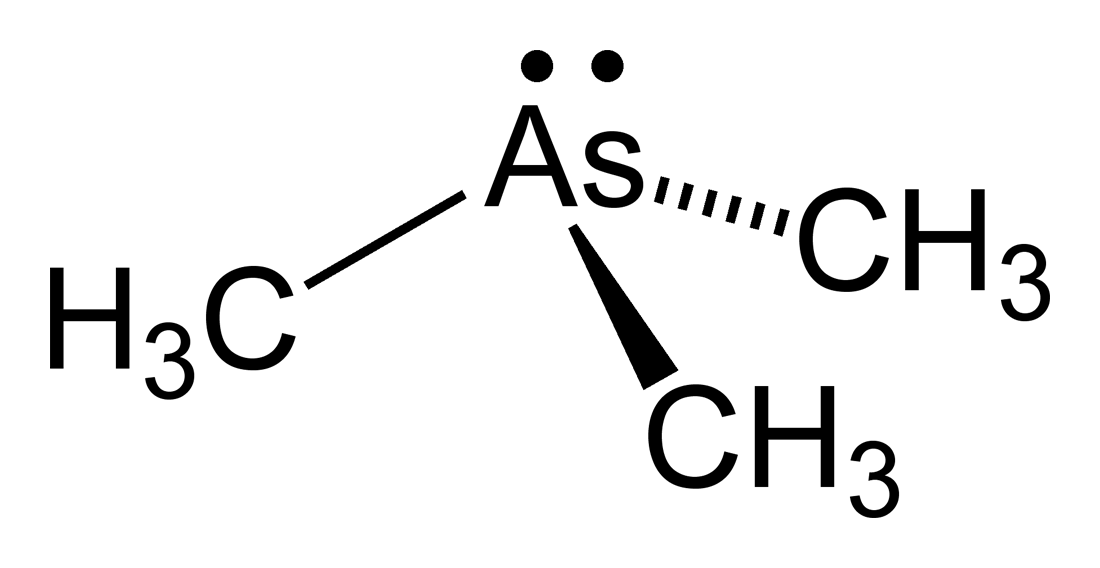
トリメチルアルシン（英語版）はヒ酸由来顔料への微生物の作用によって合成される。
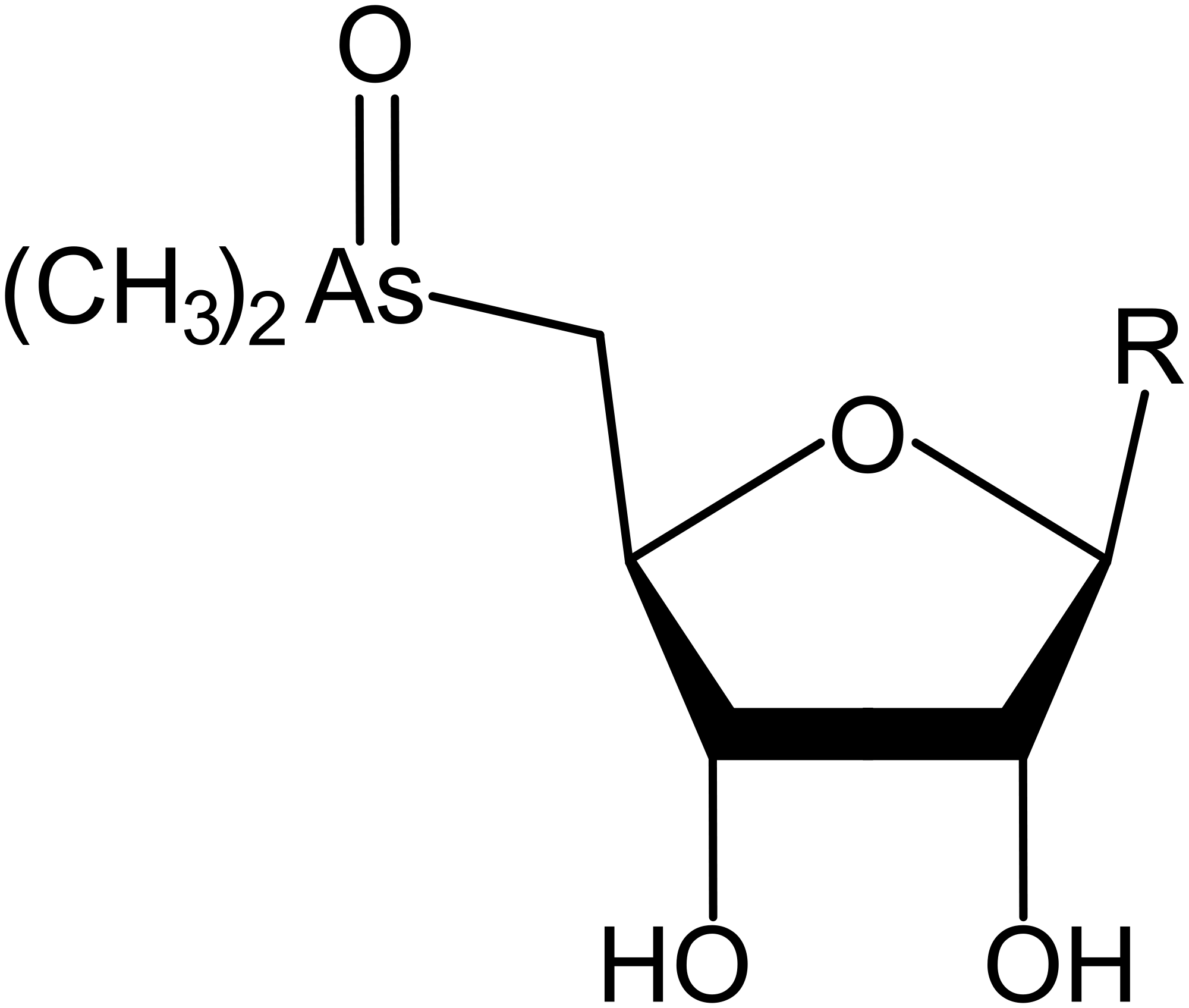
ヒ素を含有するリボース誘導体 (R = いくつかの官能基)

かつて Gosioガスとして知られていたトリメチルアルシンは強烈な臭気を持つ有機ヒ素化合物で、無機ヒ素化合物から微生物の作用によって合成される。
ヒ素(V)化合物は、容易にヒ素(III)へと還元され、原始地球において電子受容体として働いていた可能性がある。溶解した無機ヒ素を相当量含む湖は、ヒ素耐性を持つ生物群系を保有している。

### 生体内のリン化合物が、ヒ素化合物に置換される得るかどうかの議論
ヒ素とリンは同じ第15族元素であり一般的な化学結合における電子配置も類似している上に、リンは第3周期元素なのに対してヒ素は第4周期元素であるといった具合に、両者は比較的似た元素である。そして、これらのオキソ酸であるヒ酸とリン酸もまた、化学構造的に類似している。しかし、DNAやRNAのリンがヒ素に置き換わるという証拠は存在しない。2010年に細菌 GFAJ-1 を用いてこのような主張を行った実験は、2012年に誤りであることが示されている。

### 人工的なヒ素化合物
人工的（人為的な）ヒ素源は、天然物と同様に、主にヒ素酸化物とそれに関連したアニオンである。人為的なヒ素源には、選鉱過程やブタ・家禽の農場からの廃棄物が含まれる。例えば、多くの鉱石、特に硫化鉱物には多くのヒ素が混入しており、焙焼（空気存在下での加熱）によって放出される。この処理でヒ化物は三酸化ヒ素へ変換され、高温で揮発し大気中に放出される。

#### 添加物や顔料
家禽やブタの農場では、有機ヒ素化合物であるロキサルソンが飼料添加物として大量に使用されている。いくつかの木材は防腐剤として、銅ヒ素化合物による処理がなされている。これらのヒ素源が「下流」の生物へどのような影響を与えるかについては不明点が多いが、多様なメカニズムが関与していると考えられている。多く言及される経路の1つは、メチル化を伴うものである。
モノメチル化された酸であるメタンアルソン酸 (CH3AsO(OH)2) は、米や綿花の耕作に用いられる防カビ剤（商品名：Neoasozin）の前駆体である。4-ヒドロキシ-3-ニトロベンゼンアルソン酸 (3-NHPAA, Roxarsone)、ウレイドフェニルアルソン酸 (ureidophenylarsonic acid)、p-アルサニル酸 (p-arsanilic acid) といったフェニルアルソン酸 (C6H5AsO(OH)2) 誘導体は、家畜の飼料添加物として用いられている。環境中に可溶性のヒ素を放出することとなるため、これらの物質の使用については議論がある。
この他に特筆すべきものとして、かつて壁紙に盛んに用いられていたパリ・グリーンなどの緑色顔料である。その毒性は誇張されているものの、さまざまな病気がこの化合物に起因するものとされている。

#### ヒ素を基盤とする薬剤
長らく知られているその毒性にもかかわらず、またはその毒性ゆえに、ヒ素を含む薬剤や薬液は、医学において、そして偽医療において、21世紀まで続く歴史を持っている。19世紀の初頭から20世紀まで、有毒な亜ヒ酸塩の調合薬である Fowler's solution が販売されていた。有機ヒ素化合物であるサルバルサンは、パウル・エールリヒによって梅毒の治療薬として発見された最初の合成化学療法薬である。サルバルサンによる治療は強い副作用を伴うものであり、1943年にペニシリンに取って代わられた。一方でその関連薬剤であるメラルソプロールは、高い毒性と致死性の副作用の可能性にもかかわらず、現在でもアフリカ睡眠病の第2期の治療に用いられている。
三酸化ヒ素は細胞増殖を阻害し、通常は不死であり無制限に増殖する、あるタイプのがん細胞でアポトーシスを誘導する。また、トレチノインとの併用によって、三酸化ヒ素は急性前骨髄球性白血病 (APL) の第1選択薬としてFDAに承認されている。

## ヒ素のメチル化

### 代謝
生体内に取り込まれた無機ヒ素やその化合物は、メチル化のプロセスによって徐々に代謝（無毒化）されてゆく。メチル化は、還元反応と酸化的メチル化反応によって起こる。すなわち、5価のヒ素は3価のヒ素へ還元され、引き続いてメチル基の付加が行われる。

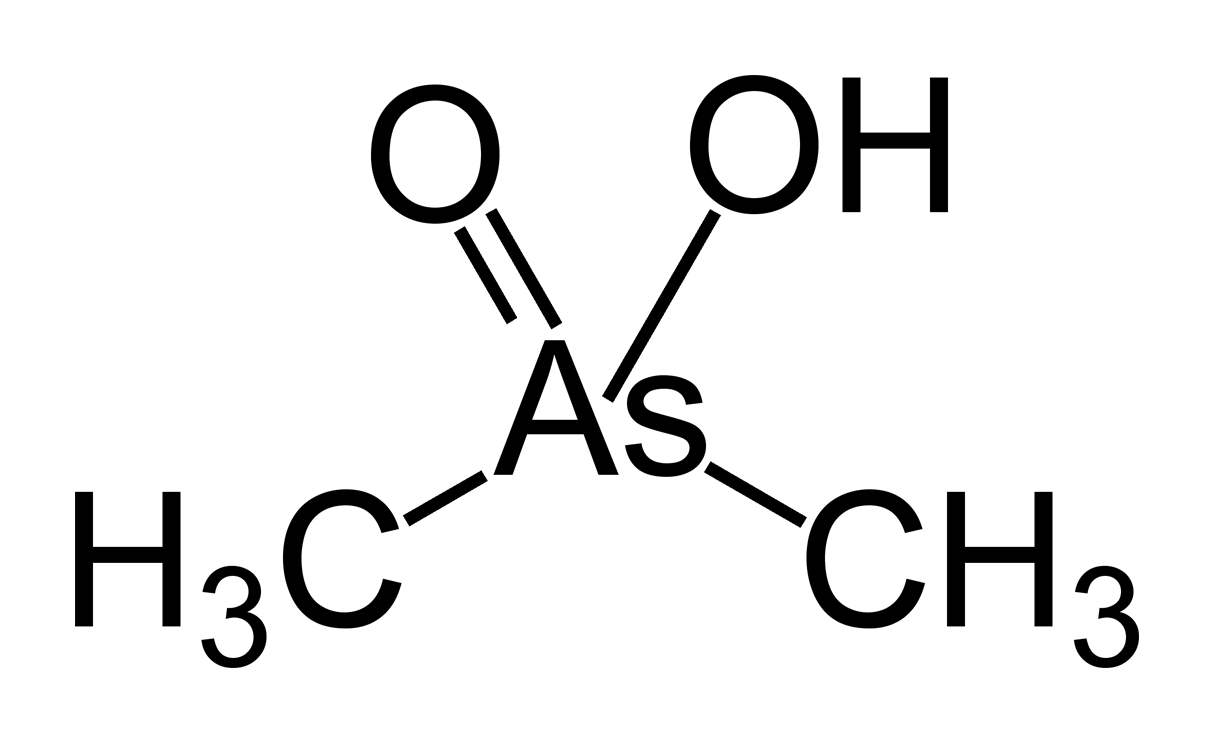
カコジル酸（ジメチルアルシン酸）は、ヒ素を摂取した後、肝臓で形成される。

哺乳類では、メチル化は肝臓で Cyt19/AS3MT ヒ素(III)メチルトランスフェラーゼによって行われ、主要な代謝産物は3価のジメチル亜アルシン酸 (dimethylarsinous acid)  と5価のジメチルアルシン酸 (dimethylarsinic acid) である。肝臓のメチル化能力を超えるか、メチル化が阻害されるかしたとき、生体はヒ素の毒性に曝されることとなる。
体内に取り込まれる無機ヒ素には、3価の亜ヒ酸 [ヒ素(III)] と5価のヒ酸 [ヒ素(V)] という2つの主要な形態が存在する。ヒ素(III)は、アクアグリセロポリン (aquaglyceroporin) 型のアクアポリン7、9を通って細胞内へ進入する。ヒ素(V)化合物は、リン酸トランスポーターを利用して細胞内へ進入する。ヒ素(V)は、プリンヌクレオシドホスホリラーゼ (purine nucleoside phosphorylase) によってヒ素(III)へ変換される。ヒ素(III)はより毒性が高い一方でより容易にメチル化されるため、この反応は生体内活性化のステップに分類されている。
無機ヒ素化合物がメチル化される経路については2つの経路が提唱されている。
最初の経路は、Cyt19/AS3MT ヒ素(III)メチルトランスフェラーゼを用いて、ヒ素(III)をモノメチル化ヒ素(V)化合物にするものである。この化合物はその後、グルタチオン S-トランスフェラーゼ オメガ-1 (Glutathione S-Transferase Omega-1, GSTO1)によってモノメチル化ヒ素(III)化合物に変換される。モノメチル化ヒ素(III)化合物から、再び Cyt19 によってジメチルヒ素(V)化合物が作られ、GSTO1によってジメチルヒ素(III)化合物へ変換される。
もう1つの経路は、グルタチオン (GSH) とヒ素(III)との共役を伴うものである。ヒ素(III)とグルタチオンは、ヒ素(III)-(GS)3複合体を形成する。この複合体は Cyt19 によってメチル化されてモノメチルヒ素(III)-(GS)2となり、モノメチルヒ素(III)-(GS)2はモノメチルヒ素(III)と平衡状態にある。モノメチルヒ素(III)-(GS)2は Cyt19 によって再度メチル化されてジメチルヒ素(III)-GSとなり、これはジメチルヒ素(III)と平衡状態にある。
いずれの経路においても、メチル化は Cyt19/AS3MT によって触媒され、S-アデノシルメチオニン (SAM) のメチル基がヒ素(III)へ転移する。Cyt19/AS3MTのオーソログは細菌からヒトまで存在しており、シアニディオシゾン Cyanidioschyzon merolae のオーソログ ArsM (CmArsM) の3状態の構造（リガンドなし、ヒ素(III)結合状態、SAM結合状態）が解かれている。ヒ素(III)結合部位は、たいていシステイン残基のチオール基を利用している。CmArsM の触媒作用には Cys72、Cys174、Cys224 のチオラートが関与している。反応機構はSN2反応で、SAM の硫黄原子の正電荷がメチル基の炭素から結合電子を引き、炭素はヒ素の孤立電子対と相互作用して As-C 結合を形成し、S-アデノシルホモシステイン (SAH) が残される、というメカニズムが提唱されている。
生成されるモノメチル化ヒ素化合物とジメチル化ヒ素化合物は、どちらも速やかに尿中へと排泄される。一方で、ヒトの肝細胞、皮膚のケラチノサイト、気管支上皮細胞において、モノメチル化ヒ素化合物は無機ヒ素化合物よりも反応性が高く、毒性が高いことが示されている。
実験動物とヒトでの研究によって、無機ヒ素とメチル化代謝物の両方が、胎盤を通過して胎児へ移動することが示されているが、妊娠中はメチル化が上昇しており、それによって成長中の個体は保護されていると考えられている。

### 排泄
ヒトでは、ヒ素化合物の主要な排泄経路は尿である。無機ヒ素の生物学的半減期は約4日であり、ヒ酸のほうが亜ヒ酸よりも若干短い。無機ヒ素に曝露したヒトの尿中に排泄される主要な代謝産物は、モノメチル化またはジメチル化されたヒ酸であり、代謝されなかった無機ヒ素も多少存在する。
排泄のためのヒ素の生体内変化は、主に Nrf2 (Nuclear factor (erythroid-derived 2)-like 2) 経路によってなされる。通常の条件下では、Nrf2 は Keap1 (Kelch-like ECH associated protein 1) に結合しており、不活性状態である。細胞内にヒ素が取り込まれると、活性酸素種 (reactive oxygen species, ROS) が産生される。Keap1 は反応性のチオール基を持っており、ROS や、モノメチル化ヒ素(III)のような求電子性のヒ素を結合する。この結合は Nrf2 の解離を誘導し、Nrf2 は細胞質から核へ移行する。Nrf2 は、antioxidant responsive element (ARE) や electrophilic responsive element (EpRE) を活性化し、その双方が抗酸化タンパク質の増加に寄与する。特筆すべき抗酸化タンパク質はHO-1(heme oxygenase 1)、NQO1(NAD(P)H-quinone oxidoreductase 1)、γGCS(γ-glutamylcysteine synthase) であり、これらは共役して過酸化水素などの酸素種を減少させ、細胞の酸化ストレスを減少させる。γGCSの増加は、ヒ素-グルタチオン複合体を増加させ、このグルタチオン付加体は、multidrug associated protein 1, 2 (MRP1, MRP2) に取り込まれ、細胞を出て排泄のために胆汁へ移動する。このグルタチオン付加体は、再び無機ヒ素へ戻ることができることに留意しなければならない。
ヒ素の排泄の前に行われる代謝に関して特筆すべき点は、複数回起こるメチル化のステップはヒ素の毒性を増加させる可能性があることである。モノメチルヒ素(III)は、グルタチオンペルオキシダーゼ、グルタチオンレダクターゼ、ピルビン酸デヒドロゲナーゼ、チオレドキシンレダクターゼの阻害剤である可能性がある。

## ヒ素の毒性
ヒ素は世界中で死亡の原因となっており、心臓、呼吸器、消化器、肝臓、神経、腎臓などの疾患がそれに関連している。
ヒ素は、必須の代謝酵素であるピルビン酸デヒドロゲナーゼ複合体をアロステリックに阻害することで細胞の寿命を縮める。ピルビン酸デヒドロゲナーゼ複合体は、NAD+を利用したピルビン酸のアセチルCoAへの変換を触媒する酵素である。この酵素の阻害によって、細胞のエネルギーシステムが破壊され、アポトーシスが引き起こされる。臨床的には、ヒ素はチアミンの利用を阻害し、チアミン欠乏症に類似した症状となる。ヒ素中毒は、乳酸のレベルを上昇させ、乳酸アシドーシスとなる。
ヒ素の遺伝毒性には、DNA修復の阻害とDNAのメチル化が関与している。ヒ素の発がん性は、ヒ素によって誘導される酸化ストレスによるものである。
ヒ素の高い毒性は、塩化ジメチルアルシン (dimethylarsenic chloride) のようなさまざまなヒ素化合物の化学兵器としての開発につながり、そのいくつかは主に第一次世界大戦で実際に使用された。この化学兵器の脅威のために、解毒剤について多くの研究がなされ、ヒ素化合物と生体の相互作用についての知識は拡大した。その結果の1つとして、British anti-Lewisite (ジメルカプロール) などの解毒剤が開発された。このような解毒剤の多くはヒ素(III)のチオラートへの親和性を利用し、毒性の高い有機ヒ素化合物を毒性の低い誘導体へ変換するものである。
一方でこれとは対照的に、ヒ素酸化物は急性前骨髄球性白血病 (APL) の効果的な化学治療薬として承認されている。

### 5価ヒ素の毒性
類似した構造と性質のために、5価ヒ素代謝物は多くの代謝経路でリン酸基と置き換わる。リン酸のヒ酸による置換は、in vitro ではグルコースまたはグルコン酸とヒ酸との反応によって開始される。この反応によって生成されるグルコース-6-ヒ酸と6-アルセノグルコン酸は、それぞれグルコース-6-リン酸と6-ホスホグルコン酸のアナログとして働く。解糖系において、グルコース-6-ヒ酸はグルコース-6-リン酸デヒドロゲナーゼに基質として結合するとともに、ネガティブフィードバックによってヘキソキナーゼを阻害する。解糖系におけるリン酸の重要性とは異なり、ヒ酸はD-グリセルアルデヒド-3-リン酸との反応によって、不安定な無水物を生成しATPの産生を制限する。As-O 結合は P-O 結合よりも結合距離が長いため、生成された無水物 1-arsenato-3-phospho-D-glycerate は容易に加水分解される。ミトコンドリアでは、酸化的リン酸化の過程において、コハク酸存在下でヒ酸はADPと結合し、ATPの合成を脱共役する。一方、3価ヒ素代謝物は、赤血球におけるATPの産生にあまり影響しない。

### 3価ヒ素の毒性
3価ヒ素代謝物の標的となるのは、チオール基を含む酵素や受容体であり、グルタチオンやシステイン残基の硫黄原子が主に標的となる。一般的に、亜ヒ酸誘導体はヒ酸代謝物よりも高い親和性を持っており、結合によっていくつかの代謝経路の活性が制限される。例えば、ピルビン酸デヒドロゲナーゼ (PDH) は、モノメチル亜アルソン酸が補因子の還元型リポ酸のチオール基を標的としたとき阻害される。PDH はアセチルCoAの前駆体を合成するため、PDH の阻害によって電子伝達系におけるATP産生が制限されるとともに、アセチルCoA依存的な酵素を含む糖新生の過程も影響を受ける。

### 酸化ストレス
ヒ素は活性酸素種 (ROS) や活性窒素種(reactive nitrogen species, RNS) の生成によって酸化ストレスを引き起こす。ROSはNADPHオキシダーゼによって生成される。NADPHオキシダーゼはNADPHから酸素へ電子を輸送し、反応性の高いフリーラジカルであるスーパーオキシドを生成する。スーパーオキシドは、さらに反応して過酸化水素や他のROSを形成する。NADPHオキシダーゼはヒ素の存在下ではより多くのROSを生成するが、それは電子伝達を担う p22phox サブユニットの発現がヒ素によって上昇するためである。ROSは小胞体にストレスを与え、小胞体ストレス応答 (unfolded protein response, UPR) のシグナルを増加させる。これによって、炎症反応、細胞増殖、そして最終的には細胞死が誘導される。ROSが細胞死を引き起こす他のメカニズムとしては、細胞骨格の再構成によって contractile protein に影響を与えることが考えられる。
RNSは、ROSがミトコンドリアを破壊すると発生する。ヒ素中毒におけるDNA損傷は、RNSによるものである。ミトコンドリアの損傷によって、スーパーオキシドと一酸化窒素 (NO) が反応し、RNSが放出されることが知られている。一酸化窒素は、細胞の代謝、成長、分裂、そして死といった調節に関与している。一酸化窒素とRNSが反応すると、ペルオキシ亜硝酸 (peroxynitrite) が形成される。慢性的にヒ素へ曝露した場合には、スーパーオキシドとの反応のために一酸化窒素は枯渇状態となる。一酸化窒素合成酵素は一酸化窒素を合成するためにL-アルギニンを用いるが、この酵素はモノメチル化ヒ素(III)化合物によって阻害される。

### DNA損傷
ヒ素は、染色体数的異常、小核形成、欠失変異、染色体構造異常、姉妹染色分体交換、DNAとタンパク質の架橋、といったDNAの変化を引き起こすことが報告されている。ヒ素はDNAとは直接相互作用しないことが示されており、ヒ素それ自体は弱い変異原であるが、その代わり、他の発がん性因子の変異原性を助けていると考えられている。例えば、ヒ素と紫外線の変異原性の相乗効果が、UV照射後にヒ素へ曝露したヒトや他の哺乳類細胞で確認されている。一連の実験的観察によって、ヒ素の遺伝毒性は、主にヒ素の生体内変化による活性酸素種 (ROS) の生成と関連している。ROSの生成によって、DNA付加体 (DNA adduct) の形成、DNA鎖の切断、架橋、そして染色体の異常が生じる。DNA塩基の酸化による損傷、特に、8-オキソグアニンは、 G:C 塩基対から T:A 塩基対への変異を引き起こす。

#### DNA修復の阻害
DNA修復の阻害は、無機ヒ素の遺伝毒性の主要なメカニズムの1つと考えられている。ヌクレオチド除去修復 (NER) と塩基除去修復 (BER) は、ヒ素曝露後のROSによるDNA塩基の損傷の修復に関与するプロセスである。NERは主に2本鎖DNAの大きなゆがみを修復する経路であり、BERは主にROSが引き起こす1本鎖DNA切断の修復に関与している。無機ヒ素は、BERのメカニズムを抑制する。

### 神経変性と免疫不全
小胞体において、フォールディングしていない、もしくは誤ってフォールディングしたタンパク質の量が過剰になると、小胞体ストレス応答 (unfolded protein response, UPR) が活性化され、恒常性維持のためのいくつかの受容体の活性が増加する。IRE1 (inositol-requiring enzyme-1) と PERK(protein kinase RNA-like endoplasmic reticulum kinase) は翻訳の速度を制限する2つの受容体である。また、フォールディングしていないタンパク質はシャペロンによって正しいフォールディングへ直されるが、これは ATF6(activating transcription factor 6) によって誘導される。誤ったタンパク質の数がさらに増加すると、アポトーシスを誘導するメカニズムが活性化される。UPRは発がん性や、免疫不全、神経変性に関与しており、ヒ素はUPRに関与するこれらのタンパク質センサーを活性化することが知られている。
また、小児のヒ素への曝露は、ヘルパーT細胞 (CD4) と細胞傷害性T細胞 (CD8) の比の異常をもたらし、免疫抑制の原因となっている。それに加え、ヒ素はマクロファージから分泌される炎症分子の量を増加させる。過剰量の顆粒球や単球は慢性的な炎症状態を引き起こし、がんの進行につながる可能性がある。

## ヒ素中毒の治療
ヒ素に結合するキレート剤は3つ存在する。ジメルカプロール (British Anti-Lewisite, BAL), succimer (DMSA)、そして Unithiol (DMPS) である。
これらの試薬のチオール基の硫黄原子がヒ素との相互作用部位である。これは、ヒ素原子が求電子性であるのに対し、チオール基が求核性であるためである。いったんキレート剤に結合すると分子は排泄され、無機ヒ素は体内から除去される。
他のキレート剤を用いることも可能ではあるが、より多くの副作用が生じる可能性がある。また、DMPS と DMSA は BAL よりも治療指数が大きい。
これらの薬剤は、ヒ素の急性中毒に対して有効である。急性中毒とはヒ素中毒によって即座に現れる影響のことであり、頭痛、嘔吐、発汗などが共通してみられる症状である。それと比較して、慢性的な毒性の影響は、器官の傷害など思わぬ形で遅れて現れ、多くの場合、一度症状が現れると手遅れである。そのため、急性毒性症状が現れたらできるだけ早く処置が行われるべきである。